# Mješoviti zbor Glazbene škole Franje Kuhača Osijek
Mješoviti zbor Glazbene škole Franje Kuhača Osijek, mješoviti pjevački zbor. Čini ga oko pedeset članova u dobi 15 do 20 godina. Zbor je specijaliziran za izvođenje a capella glazbe od razdoblja renesanse sve do glazbe 21. stoljeća. Svojim radom, vrijednošću interpretacije i kompaktnošću glasova ovaj je zbor izrastao u red najcjenjenijih omladinskih mješovitih zborova u Hrvatskoj. Zbor vodi dr. sc. Vesna Svalina.

### Povijest
Zbor je osnovan je 1953. godine kad je započeo svoje djelovanje pod vodstvom prof. Ivana Gorenšeka. Od tada zbor povremeno djeluje i kao djevojački ansambl, a u radu se izmijenio i veći broj dirigenata. S djevojačkim zborom radile su osim Vesne Svalina još i dirigentice Jelena Burić i Branka Ban, a s mješovitim zborom dirigenti Josip Uglik i Lidija Vrcelj (danas Neznanović). Od 1997. godine pa sve do današnjih dana zbor kontinuirano vodi Vesna Svalina.

### Nagrade
Prvi značajan rezultat zbor je ostvario 1984. godine kada je kao djevojački zbor nastupio na smotri pjevačkih zborova u Varaždinu pod vodstvom dirigentice Jelene Burić i osvojio Plaketu “za najbolji umjetnički dojam.” Iste godine zbor je nastupio i na međunarodnom natjecanju u Italiji gdje mu je dodijeljena druga nagrada. 1986. godine pod vodstvom Branke Ban Djevojački zbor ponovno nastupa na smotri pjevačkih zborova Hrvatske u Varaždinu, ali sada osvaja i prijelazni pehar Hrvatskog društva skladatelja za najbolje izvedenu praizvedbu skladbe hrvatskog autora. 
Na državnom natjecanju učenika i studenata glazbe održanom 1998. godine ansambl se po prvi put predstavlja kao mješoviti zbor. Pod vodstvom Vesne Svalina zbor je tada osvojio I. nagradu, a slijedi još i nastup zbora na hrvatskom natjecanju učenika i studenata glazbe 2000. godine (I. nagrada), 2002. (I. nagrada), 2004. (II. nagrada), 2006. (II. nagrada), 2010. (I. nagrada i osvojen najveći broj bodova u disciplini zborovi), 2012. (II. nagrada) i 2014. (II. nagrada). Na Glazbenim svečanostima hrvatske mladeži u Varaždinu zbor nastupa 1999. (zlatna plaketa), 2001. (zlatna plaketa), 2003. (brončana plaketa), 2005. (zlatna plaketa), 2007. (zlatna plaketa), 2008. (zlatna plaketa) i 2011. godine (zlatna plaketa). Zbor je dosad osvojio 15 prvih nagrada - deset državnih i pet međunarodnih. 2001. god. na Glazbenim svečanostima hrvatske mladeži u Varaždinu zboru je dodijeljena posebna nagrada za najbolju izvedbu obvezne skladbe (Dmitrij Stepanovič Bortnjanski: "Dođite proslaviti Gospodina pjesmom"), a 2008. godine i prijelazni pehar za najbolje izvedenu skladbu domaćeg autora (skladba Emila Cossetta "Gora, gora visoka si"). Na međunarodnom zborskom natjecanju "Venezia in Musica" (2010.) Mješoviti zbor Glazbene škole Franje Kuhača Osijek osvaja zlatnu diplomu i prvo mjesto u kategoriji G3 (zborovi mladih – Youth Choirs) te ostvaruje pravo nastupa na završnom "Grand Prix" natjecanju. 2012. godine zbor sudjeluje i na međunarodnom natjecanju "23° Concorso Internazionale di Canto Corale" (Verona, Italija) gdje nastupa u kategoriji D1 (zborovi mladih s klasičnim programom) te osvaja srebro. Na međunarodnom natjecanju "Zlatna lipa" u Tuhelju (2013.) zbor osvaja zlatna odličja u kategorijama klasična i folklorna zborska glazba, a na međunarodnom natjecanju zborova u Bad Ischlu ("International Choir Competition Bad Ischl, 2014") zlatna odličja u kategorijama G3 (mješoviti zborovi mladih) i F (folklor). Kao pobjednik G3 kategorije zbor je i na natjecanju u Bad Ischlu ostvario pravo nastupa na završnom "Grand Prix" natjecanju.
U suradnji s Dubrovačkim simfonijskim orkestrom, Mješovitim zborom Hrvatskog pjevačkog društva Lipa," Crkveno-pjevačkim društvom "Mir" iz Belišća te maestrom Zlatanom Srzićem zbor je 2006. godine u okviru "Osječkog ljeta kulture" sudjelovao i u izvedbi Mozartovog "Requiema." Godine 2012. sudjeluje još u pripremi i realizaciji humanitarnog koncerta "Ljubav, to si ti." Tada nastupa u Hrvatskom narodnom kazalištu u Osijeku uz orkestar pod ravnanjem dirigenta Tomislava Fačinija, uz sastav Olje Dešića, soliste Ivu Gamulina, Davida Elliotta, Pastoru Soler, Doris Dragović te Vokalni sastav Akvarel.